# Pfosten-Riegel-Konstruktion

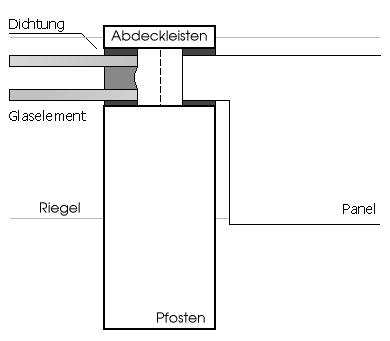
Grobes Schema einer Pfosten-Riegel-Konstruktion

Interbook Trier – Pr-Konstruktion mit innen liegenden Pressleisten und Türelement

Interbook Trier von innen

Eine Pfosten-Riegel-Konstruktion ist eine Konstruktionsmethode für Fassaden, mit der sich äußerst filigrane Glasfassaden herstellen lassen.
Der Lastabtrag erfolgt hierbei über die senkrechten Pfosten, an denen die horizontalen Riegel angeschlossen sind. Dabei erfolgt der Baukörperanschluss an den Rohbau häufig über Konsolen aus Stahl.
Neben den typischen Festverglasungen können auch Blechpaneele, Glaspaneele und viele weitere Elemente eingespannt werden. Gehalten werden die Füllungselemente durch horizontale und vertikale Pressleisten, die auf die Pfosten oder Riegel geschraubt und mittels Abdeckleisten verkleidet werden.
Als tragende Materialien kommen Stahl, Aluminium oder Holz zum Einsatz. Zwischen Fassadenfeldern und dem tragenden Fassadengerüst werden elastische Dichtungselemente verwendet.

## Entwässerung
Um die Fensterelemente vor stauender Feuchtigkeit zu schützen, gibt es innere Drainagen zur Ableitung von Schwitz- und Kondenswasser. Diese ist wichtig, da die 10°-Isotherme oftmals in der Fassade verläuft und daher Kondensat anfallen kann.

## Vorteile
Der große Vorteil im Bezug auf Glasfassaden ist das schlanke Design, welches durch die Profile aufgrund des Flächenträgheitsmomentsstatisch gehalten wird. Dabei haben die Abdeckleisten je nach Fall eine Breite von nur 5 cm. Es ist auch von Vorteil, dass neben festem Glas oder Paneelen auch einfach Fenster- oder Türelemente eingespannt werden können. Auch Überkopfverglasungen und stark geneigte Konstruktionen können durch Pfosten-Riegel-Fassaden realisiert werden.

## Nachteile
Nachteile der Pfostenriegelfassade sind vor allem die sich addierenden Rahmenbreiten bei der Integration eines Öffnungsflügels. Diese erhöhen die sichtbare Rahmenbreite der ansonsten sehr schmalen Konstruktion. Eine Alternative bei vielen Öffnungselementen stellt die Elementfassade dar, in der innerhalb der Konstruktion Teile der Öffnungselemente untergebracht werden können.
Im Vergleich zu konventionellen Lochfassaden kostet ein Pfostenriegelsystem etwa 30 % mehr.

## Alternativen
- Elementfassaden
- punktgehaltene Fassaden